# Azerbajdzjans ekonomi

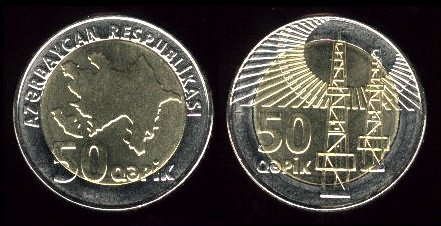
Mynt med värdet 50 gepik.

Under 1990-talet var Azerbajdzjans ekonomi helt förstörd efter Sovjetunionens fall. Kriget mot Armenien försvårade situationen ännu mer, men det dröjde inte länge innan landets oljeindustri kom igång. Ökande intressen från internationella oljebolag ledde till att landet började utvecklas, tack vare sina naturtillgångar.

Baku-Tbilisi-Ceyhan pipelinen

Azerbajdzjans ekonomiska tillväxt har ökat kraftigt på senaste tiden. Azerbajdzjan exporterar 430.000 fat olja varje dag och räknas som en av Europas största oljeexportörer. Oljeinkomsterna fördelas emellertid ojämnt till befolkningen och detta har lett till att landet har en hög arbetslöshet och utbredd fattigdom. Korruptionen i landet orsakar stora problem för ekonomin, speciellt i skattesystemet och detta har lett till fattigdom. Men efter regeringens stora reformer under 2008 har korruptionen minskat med 23% jämfört med 2005. Den höga inflationen i landet tvingade regeringen att införa nya manat som designades av Euro-designern Robert Kalina. Under 2015 motsvarade en AZN ca 12 svenska kronor.
Azerbajdzjan har samma problem med att övergå från planekonomi till marknadsekonomi som flera andra tidigare sovjetrepubliker, men den inrikespolitiska osäkerheten och konflikten med Armenien är ytterligare hinder i utvecklingen. Under 2007/2008 toppade Azerbajdzjan Världsbankens ranking gällande ekonomisk utveckling med en ökning på 11%.
Landets största exportvara är petroleum, följt av andra naturtillgångar. Man har förhandlat fram avtal med utländska företag att utvinna oljan. Detta ger en möjlighet att få in utländskt kapital i landet för att kunna utveckla även andra industriella branscher, för att inte vara fullständigt beroende av oljepriserna. 
76 % av elektriciteten produceras av fossila bränslen, såsom olja; resten framställs med vattenkraft och vindkraft.

## Ekonomin iBaku

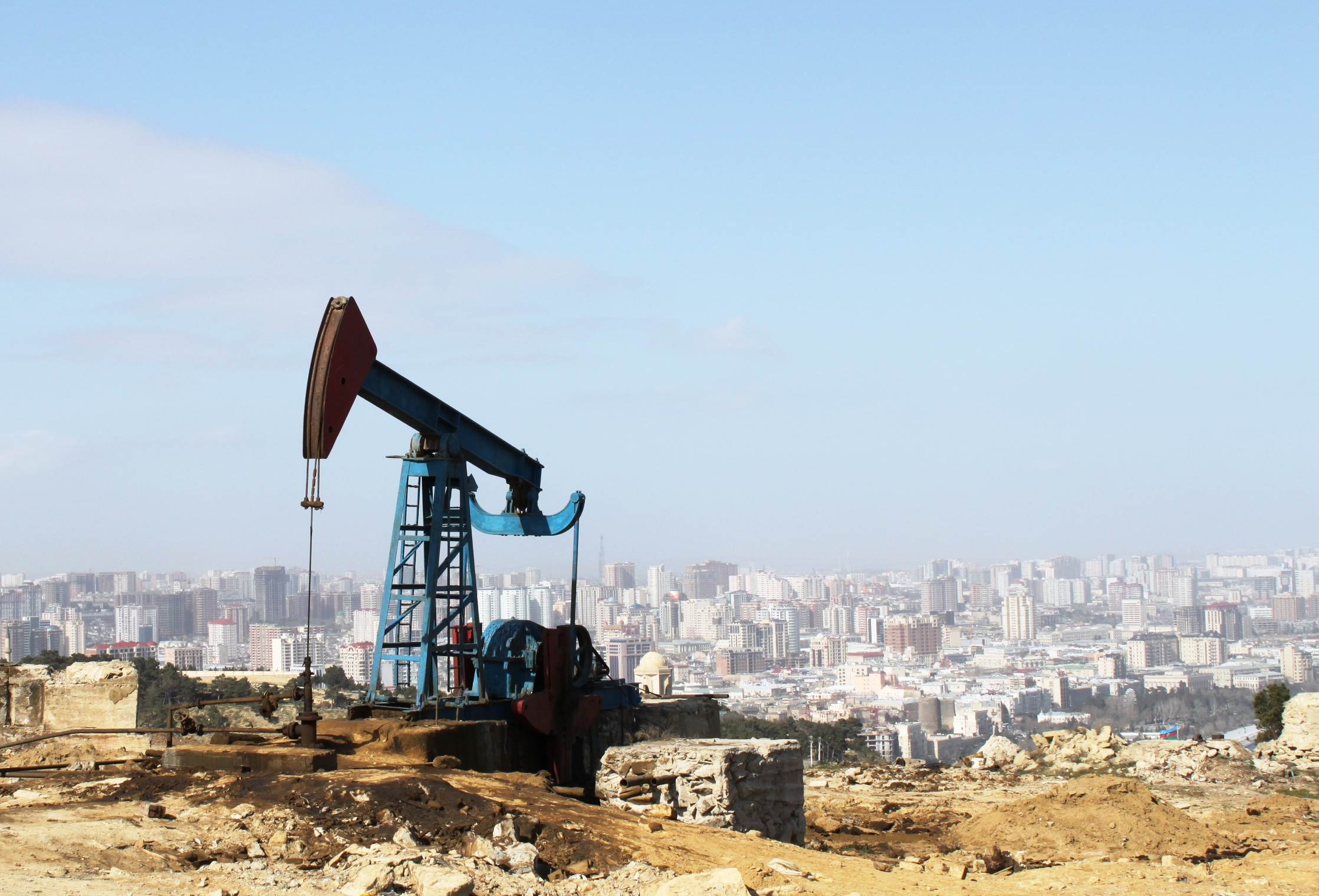
Oljepump i Baku

Baku är huvudstaden i Azerbajdzjan. Ekonomin i Baku är baserad på oljefyndigheter. Tillgångar av olja har varit kända sedan 700-talet. Sedan år 1400 utvanns olja av invånarna för eget bruk. Kommersiell utvinning började år 1872 och i början av 1900-talet var Bakus oljefält de största i världen och täckte hälften av världens produktion. Vid sekelskiftet år 2000 var en stor del av Azerbajdzjans oljereserver slut och nya borrningar görs nu endast ute i havet.
Under andra världskriget spelade oljan från Baku en viktig roll i de sovjetiska truppernas seger, eftersom Röda arméns stridsvagnar och flygplan tankades med bränsle från staden emedan de stora oljefyndigheterna i Sibirien ännu ej var funna. Tyskarna försökte med en storoffensiv i det sydöstliga Ryssland att få kontroll över Bakus oljeindustri, vilket misslyckades efter slaget vid Stalingrad.